# جورج ویزواری
جورج ویزواری (به مجاری: Vízvári György) (زاده ۱۸ دسامبر ۱۹۲۸ – درگذشته ۳۰ ژوئیهٔ ۲۰۰۴) بازیکن واترپلو اهل مجارستان بود.

## توضیحات
1. ↑  تلفظ اصلی دْیوردْیْ است.